# Severolondýnská ústřední mešita
Severolondýnská ústřední mešita (anglicky The Finsbury Park Mosque, alternativně North London Central Mosque) je mešita, nacházející se v londýnském městském obvodu Islington. Patří k největším v Londýně i Velké Británii. V její blízkosti leží stanice metra Finsbury Park a fotbalový stadion Emirates Stadium. V oblasti žije početná muslimská komunita pocházející především ze severní Afriky.

## Historie
Zřízena byla v roce 1990. Hlavní budova pak byla slavnostně otevřena za přítomnosti prince Charlese o čtyři roky později. Mešita může pojmout až 1 800 věřících.

### Islámský radikalismus v mešitě
Vedení mešity bylo v 90. letech 20. století ideologicky, názorově rozštěpeno, což mělo za následek převzetí islámskými radikálními kazateli, mezi nimiž byli uprchlíci z občanské války v Alžírsku. Od roku 1997 v této mešitě aktivně působil také radikální imám Abu Hamza al-Masri, původem z Egypta, který přišel o oko a obě ruce ve válce proti sovětské armádě v Afghánistánu. Imám vyzýval mladé věřící, aby se připojili k ozbrojenému boji kdekoliv na světě, podpořil i teroristické útoky 11. září 2001 a jejich aktéry oslavoval jako „devatenáct statečných“. Za jeho působení se stala mešita synonymem islámského radikalismu a extremismu ve Velké Británii, vyhýbalo se jí i mnoho tamních muslimů.
Imám Abú Hamza byl však od roku 2004 pro podporu terorismu ve vězení (v USA nastoupil doživotní trest). Po teroristickém útoku v londýnském metru a autobuse 7. července 2005 došlo rovněž ke zpřísnění přístupu úřadů, v mešitě bylo dosazeno nové vedení s imámem Mohammadem Mahmúdem, který změnil dosavadní přístup, šíří toleranci a mezináboženské porozumění. Došlo k nárůstu návštěvnosti zdejších modliteb. Získala i několik ocenění za úsilí odradit mladé muslimy od extremismu.